# Tenisový rozhodčí

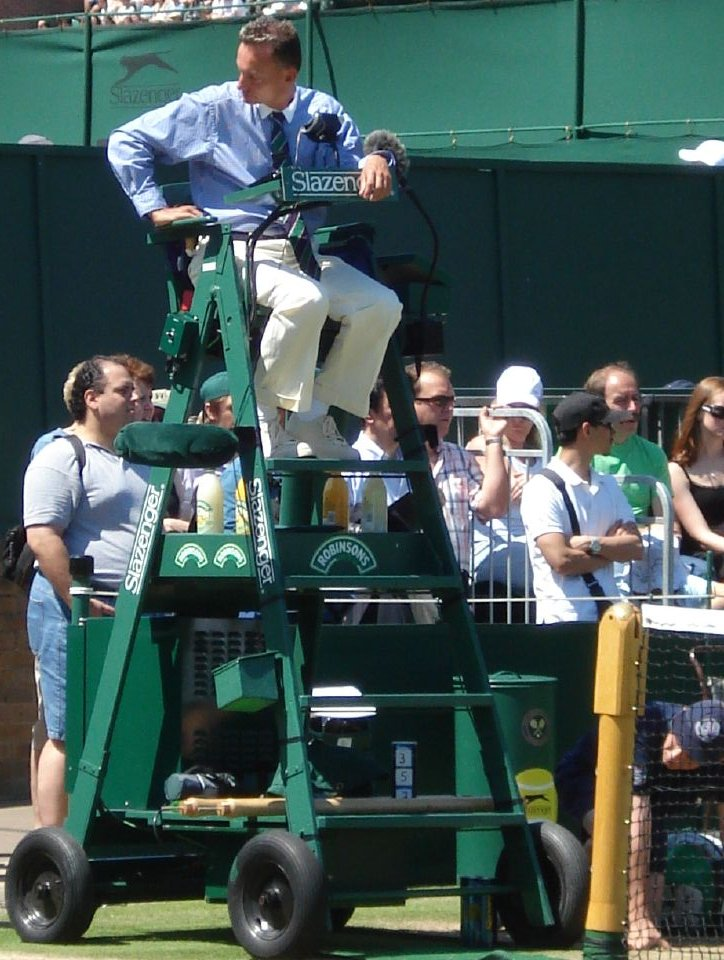
Hlavní rozhodčí ve Wimbledonu

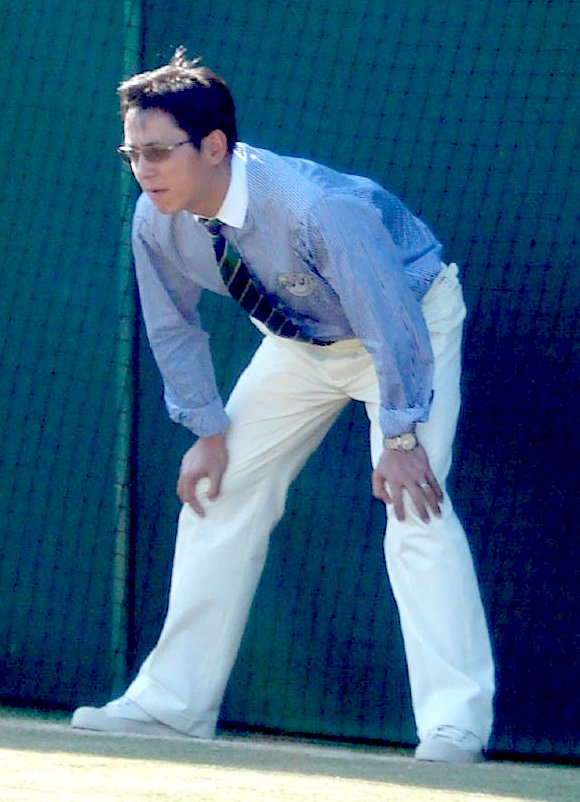
Čárový rozhodčí ve Wimbledonu

Tenisový rozhodčí je jeden z účastníků tenisového utkání. Technickou funkcí rozhodčího je řízení soutěže, turnaje či daného zápasu. Jednání vychází z platných norem, pravidel tenisu, soutěžního řádu a rozpisu soutěže, které jednoznačně definují podmínky hry a její regulérní průběh.

## Rozhodčí
K výkonu tenisového rozhodčího je třeba získání licence.

### Hlavní rozhodčí
Hlavní rozhodčí (angl. chair umpire) řídí zápas, počítá stav, uděluje napomenutí hráčům a má právo měnit rozhodnutí rozhodčích nižší úrovně (čárových). Je konečnou autoritou v rozhodnutí o faktických otázkách. Hlavním cílem je plynulý průběh hry. Vede protokol o utkání. Sedí na vyvýšené stolici v češtině také nazývané „umpire“, ačkoli v angličtině slovo označuje jen „rozhodčího“. Stolice či židle rozhodčího se v angličtině nazývá „umpire’s chair“.

### Čárový rozhodčí
Čárový rozhodčí (angl. line umpire) pomáhá hlavnímu při kontrole správnosti dopadu míče „do“ nebo „mimo“ tenisový dvorec. Stojí při okraji plochy tenisového dvorce ve směru probíhající čáry kurtu. Pro případ, že hlavní rozhodčí neslyší jeho výrok („aut“), gestikuluje pohyby ruky – připažení obou rukou směrem dolů je dobrý míč, upažení jedné ruky směrem ven z kurtu je míč mimo kurt. Čárový rozhodčí stojící na úrovni základní čáry dvorce kontroluje správné postavení tenisty při podání a signalizuje přešlap, tzv. chybu nohou.
Existoval i síťový rozhodčí, který oznamoval dotyk míče sítě při podání. Jeho funkci nahradil elektronický snímač kontrolovaný hlavním rozhodčím.
Pro úplný stav je třeba dvorec obsadit 10 čárovými rozhodčími, 9 rozhoduje na čarách a 1 je síťový.

#### Elektronický čárový rozhodčí

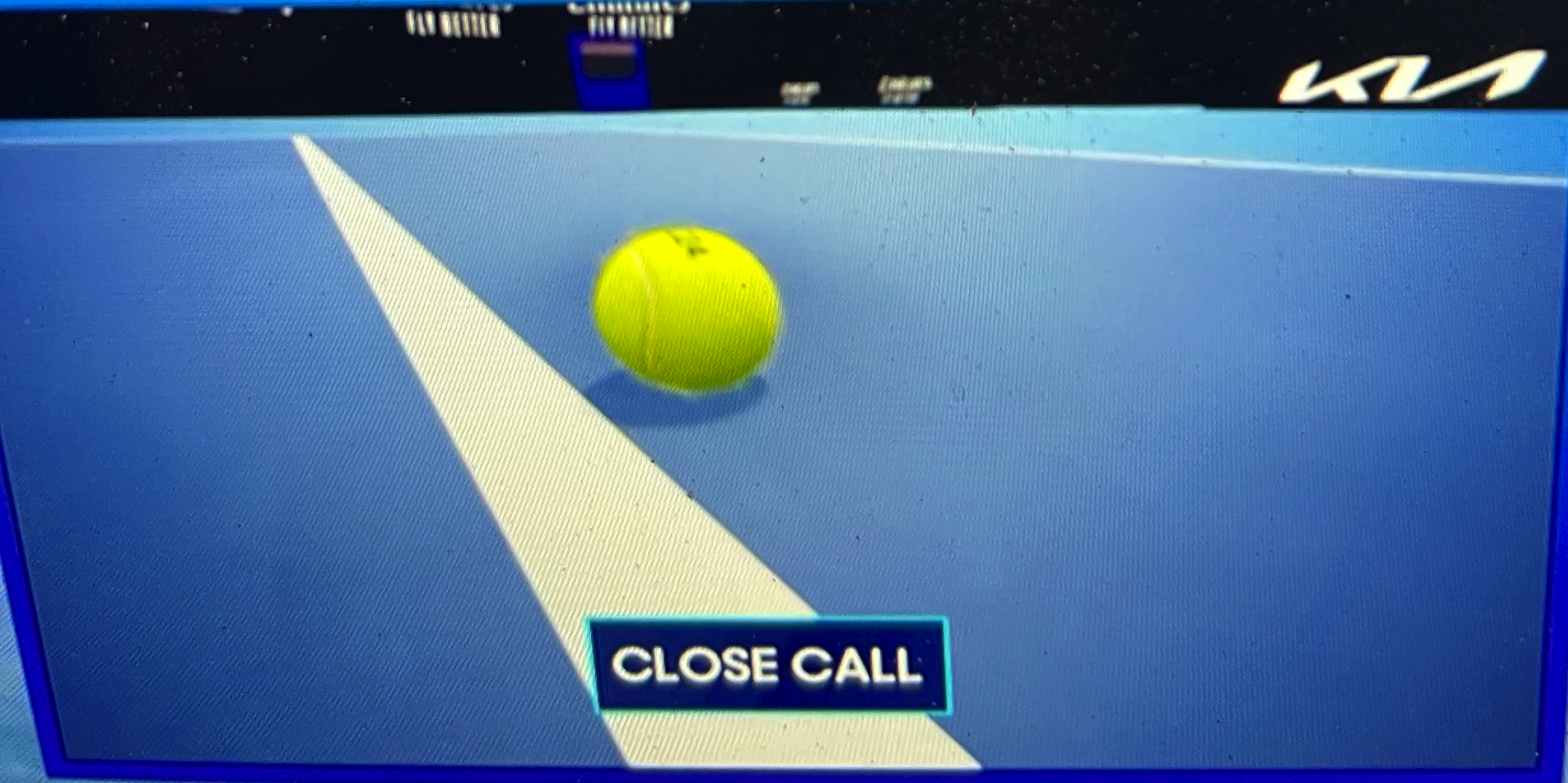
Stopa míče v blízkosti čáry při zobrazení na obrazovce (close call)

Technologie elektronického čárového rozhodčího (anglicky Electronic Line Calling Live, zkráceně ELC Live), nahrazujícího člověka, monitoruje dopad míčů prostřednictvím tzv. jestřábího oka. Při podání jsou aktivovány nahrané hlasové projevy „out“ (aut), „foot fault“ (chyba nohou) a „fault“ (chyba, při servisu), hlášené v reálném čase. Pokud je na dvorci dostupná obrazovka, pak je při dopadu míče v těsně blízkosti čar (close call) zobrazována jeho stopa. Tenisté mají možnost požádat o přezkum rozhodnutí.
V dubnu 2023 mužská Asociace tenisových profesionálů (ATP) oznámila záměr od sezóny 2025 nahradit lidské čárové rozhodčí elektronickou technologií na všech turnajích včetně antukových. Takový plán však nebyl realizován. V rámci turnajů organizovaných ATP byla poprvé použita na milánském Next Generation ATP Finals 2017 pro nejlepší hráče sezóny do 21 let. Kvůli omezením spojeným s pandemií covidu-19 byla premiérově nasazena na navazujících turnajích Western & Southern Open 2020 a US Open 2020 hraných v newyorském areálu Billie Jean Kingové. Lidští čároví zůstali pouze na stadionech Arthura Ashe a Louise Armstronga. Jestřábí oko na daných dvou turnajích zahlásilo více než 314 tisíc rozhodnutí. Celý grandslam technologie poprvé pokryla během Australian Open 2021. Premiéru na antukových událostech ATP měl elektronický čárový systém během únorového Argentina Open 2025 a poté byl použit na dubnovém Monte-Carlo Masters 2025.
Na antukovém turnaji okruhu WTA Tour byla technologie poprvé použita během dubnového Charleston Open 2025. Prvními smíšenými událostmi ATP a WTA se pak staly Madrid Open 2025 a Italian Open 2025.

### Vrchní rozhodčí
Vrchní rozhodčí (angl. referee) má v gesci dodržování tenisových pravidel a soutěžního řádu dané soutěže (turnaje). Má právo rozhodnout všechny sporné momenty vyplývající z pravidel, rozhoduje o způsobilosti dvorce a míčů, o přerušení či ukončení zápasu pro tmu nebo z jiných důvodů.